# ملی کردن آب‌های کشور
ملی کردن آب‌های کشور در ایران قانون نوینی برای آب های کشور ایجاد کرد. وظایف قانون آب این است که آب را به فرم طبیعی و دیگر فرم‌های خود مانند آب‌های روان، آب‌های ایستا، آب‌های زیرزمینی و غیره از حملات آسیب‌رسان بدان حفاظت کند و منابع آب را نگهداری نماید.

## پیشینه
قانون آب از کهن‌ترین قوانین دنیا می‌باشد. از هنگامی که انسان به کشت پرداخت و باران تنها بس نبود سیستم‌های آبیاری بنیان شد و دسترسی و تقسیم آب زیر قانون قرار گرفت. باستانی‌ترین قانون آب در دنیا، قانون همورابی است که چهار هزار ساله است و تقریباً بین ۱۸۱۰ پیش از میلاد مسیح (زاد روز همورابی) و ۱۷۵۰ پیش از میلاد مسیح ( مرگ همورابی ) نوشته شد. . در قانون همورابی قانون آبیاری و استفاده از آب دیده می‌شود. از آن جا که آب‌رسانی به مردم از اهمیت ویژه ملی برخوردار است. در بیشتر کشورها دولت رل بسیار مهمی را بازی می‌کنند. امروزه در سرتا سر دنیا قانون آب، شامل راه‌های آبی ( مانند کشتیرانی) و فاضلاب نیز می‌شود.

## ملی کردن آب‌های ایران
در جهار چوب منشور اصول انقلاب شاه و مردم که در ۶ بهمن ۱۳۴۱ به تصویب مردم ایران رسید اصل دیگری برای نگاه بانی ثروت طبیعی ایران به تصویب رسید. اصل دهم انقلاب شاه و مردم ملی کردن آب‌های کشور روی زمینی و زیر زمینی در سراسر کشور در امرداد سال ۱۳۴۷ و دوره نخست وزیری امیرعباس هویدا به تصویب رسید و به تحقق پیوست. این اصل برای گسترش منابع آب و جلوگیری از به هدر رفتن آن و پیدا کردن یک سیاست یکسان در استفاده از منابع آب کشور اعلام شد. به موجب این اصل محمد رضا شاه پهلوی تمامی آب‌های کشور دریاچه ها، رودخانه ها، نهرها، جوی بار ها، دره ها، برکه ها، چشمه ها، آب‌های معدنی و آب‌های زیر زمینی را به عنوان ثروت ملی اعلام کرد. حفظ و حراست منابع و ذخایر آب‌های زیرزمینی و نظارت در کلیه امور مربوط به آن به وزارت آب و برق محول شد.
با افزایش و گسترش کشاورزی در ایران اعلام این اصل ضروری شد. آبهای ایران بخش مهمی از آن به هدر می رفت یا گاه مرداب‌هایی به وجود می آمد که محل پرورش پشه مالاریا و عوامل بیماری‌های دیگر بود.
بزرگترین سختی در امر آبیاری کشتزارها بود که با عواملی چون پخش نا متناسب زمانی و مکانی باران، بالا بودن تبخیر در نتیجه افزایش روزهای وزش بادهای موسمی، شور شدن آبهای شیرین، نامناسب بودن وضع زمین، هدر رفتن آب، کمبود متخصص و وسعت ایران رو به رو بود.آب‌های سطحی رودخانه‌ها و دشت‌های عمده آبرفتی کشور شناسایی و آب‌های زیر زمینی بررسی شد و پزوهش‌های گسترده در باره آب‌های موجود در لایه‌های آهکی زیر زمینی انجام گرفت.
در جهت مهار کردن آبهای روی زمینی ۱۳ سد در ایران ساخته شد. هدف دراز مدت این بود که زمین‌های کشاورزی زیر کشت در سال 1342 از ۳،۷ میلیون هکتار در سال ۱۳۵۷ به ۱۵ میلیون هکتار برسد. تا سال ۱۳۴۲ پنج سد بزرگ و کوچک در ایران وجود داشت و تا سال ۱۳۵۷ هشت سد بزرگ مخزنی دیگر ساخته شد. روی هم رفته ظرفیت دریاچه‌های زیر این سدها بیش از ۱۳ میلیارد مکعب بود که آبیاری هشت سد هزار هکتار زمین کشاورزی و چهار سد هزار هکتار زمین کشاورزی نوین را تأمین کرد.
در کنار تولید آب آشامیدنی و آب برای آبیاری زمین‌های کشاورزی این سدها توان آن را داشتند که ۱۰۸۴ کیلو وات برق تولید کنند. ظرفیت نیروگاهای نصب شده در سال ۱۳۴۲؛ ۸۵۰ مگا وات و در سال ۱۳۵۷ ؛ ۷۵۰۰ مگا وات بود.[۲] با گسترش شهرها و افزایش جمعیت گسترش اقتصادی و اجتماعی بهره‌برداری از منابع آب، روز به روز با اهمیت تر می شد. صنایع ذوب آهن، پترو شیمی، تولید و بهره‌برداری از برق لزوم این اصل را بر همگان روشن کرده بود.
از جمله سدهای مخزنی بزرگ ایران که در تاریخهای زیر مورد بهره‌برداری قرار گرفتند می‌توان سدهای زیر را نام برد:
- - سد امیر کبیر کرج در ۳ آبان ۱۳۴۱
- - سد شهبانو در ۲۹ اردیبهشت ۱۳۴۱
- - سد محمد رضا شاه بر روی رود دز ۲۳ اسفند ۱۳۴۱
- - سد رضا شاه کبیر بر روی رودخانه کارون ۱۳۵۷ که می‌تواند ۱۵۰،۰۰۰ هکتار زمین کشاورزی جدید را آبیاری نماید که در زمان گشایش آن در سال ۱۳۵۷ محمد رضا شاه پهلوی دیگر در ایران نبود.[۳]

برای جلوگیری از نفوذ آب به داخل زمین در سطحی بالاتر از سطح رود خانه‌ها بیست و هشت سد انحرافی ساخته شد.
بخشی دیگر از این اصل برای ایجاد مرکزهای شیرین کردن آب دریا در کرانه خلیج فارس است که برای مصرف شهری، خانگی، بر طرف کردن کاستی‌ها ی موجود در شهرها و روستاهای کرانه‌های جنوبی کشور و استفاده در صنعت و کشاورزی بود .

## قوانین
قانون آب و نحوه ملی شدن آن 
قانون اصلاح تبصره ماده 29 قانون آب و نحوه ملی شدن آن 
قانون حفظ و حراست منابع آب‌های زیرزمینی کشور 
قانون تشکیل شرکت‌های تأمین و توزیع آب و تأسیسات فاضلاب شهرها 